# Repérages
Pour les articles homonymes, voir Repérage.
Pour le film de Michel Soutter, voir Repérages (film).
Repérages est une collection de bande dessinée publiée par les éditions Dupuis à partir de 1988. Cette collection montre des histoires d'action et d'aventures, destinées à un lectorat un peu plus âgé que celui du Journal de Spirou. Après un changement de logo en 2008, la collection est clôturée en 2010. Les séries faisant partie de cette dernière sont dorénavant éditées dans la collection Dupuis Grand Public.

## Séries
- Aëla
- Aria
- Broussaille
- Blueberry (uniquement pour les tomes 19 à 22)
- Charly
- Chasseurs d'Étoiles
- Chinaman
- Le Choucas
- Dallas Barr
- Damoclès
- L'Épervier
- Ethan Ringler, agent fédéral
- La Jeunesse de Blueberry (uniquement pour les tomes 4,5 et 7)
- Le Grand Fleuve
- H.A.N.D.
- Haute Sécurité
- Jason Brice
- Jeremiah
- Jérôme K. Jérôme Bloche
- Jessica Blandy
- Kogaratsu
- La Dame, Le Cygne et l'Ombre
- Lady S.
- Largo Winch
- Luka
- Makabi
- Mèche
- La Mémoire des arbres
- Messire Guillaume
- Mister Hollywood
- Les Olives noires
- Orbital
- Péma Ling
- Le Privé d'Hollywood (édition intégrale)
- Les Rochester
- SODA
- Thanéros (seulement pour le tome 3)
- Spoon & White
- Théodore Poussin